# Марциальные воды (курорт)
Марциа́льные во́ды — первый российский курорт, основан Петром I в 1719 году на базе железистых минеральных источников. Действующий бальнеологический и грязевой курорт в посёлке Марциальные Воды Кондопожского района Республики Карелия.

## География
Расположен в 50 км к северо-западу от Петрозаводска по автодороге Петрозаводск-Гирвас.

## Характеристика лечебного фактора марциальных вод и габозерских грязей
Согласно российской курортологической классификации, марциальные воды относятся к железистым, азотным, гидрокарбонатно-сульфатным, слабоминерализованным, холодным (5°С), слабокислым (pH 6,5). Главная ценность их заключается в высокой концентрации активного (двухвалентного) железа, количество которого значительно больше, чем в других известных железистых источниках российских и заграничных курортов. Из четырёх скважин, глубиной от 7 до 14 м самоизливается вода различной минерализации и, что особенно характерно, с различным содержанием железа — от 16 до 133 миллиграммов в 1 литре воды (норма не менее 10 миллиграммов на 1 литр воды). Кроме железа, вода марциальных источников содержит натрий, магний, кальций, марганец. Общий дебит минеральной воды в четырёх скважинах составляет около 330 000 литров в сутки. Воды рекомендуются при некоторых заболеваниях желудка, печени и почек, но прежде всего эффективны при малокровии и дефиците железа.
Микроклимат в долине озера Габозеро создаётся близостью целебных железистых сульфатно-гидрокарбонатных источников и сапропелевых иловых сульфидных грязей, обладающих лечебными свойствами. Габозерские грязи характеризуются значительным содержанием сероводорода и минерализованностью, применяются для лечения заболеваний органов движения, периферийной нервной системы и гинекологических заболеваний. Запасы габозерской грязи оцениваются в 40 000 м³.

## История курорта

### Лечение Петра I на европейских курортах
Пётр I при обострении своих заболеваний (хронический гепатит, мочекаменная болезнь) по рекомендациям лейб-медиков неоднократно посещал в начале 1700-х годов лучшие европейские курорты лечебных минеральных вод — Карлсбад, Бад-Пирмонт, Спа, Ахен. Исследованных источников минеральных вод, удовлетворяющих необходимым лечебным требованиям, в России не было.

### XVIII век
Зимой 1714 года «молотовой работник» Кончезерского железоплавильного завода приписной крестьянин из деревни Виданы Иван Рябоев (Ребоев), «скорбевший сердечною болезнью», был послан на болото Равдосуо («Железное болото») для контроля за работой возчиков железной («болотной») руды. На месте он обнаружил незамерзающий родник, испил из него воды и почувствовал серьёзное облегчение. О чудесном выздоровлении Рябоев рассказал управляющему Кончезерского чугуноплавильного завода Циммерману, а тот далее коменданту Олонецких горных заводов Виллиму Геннину. Геннин, зная об указе царя Петра Алексеевича по поиску целебных вод («на манер Европ и Франций»), письменно доложил начальству — адмиралу Фёдору Апраксину.
В 1717 году вышел указ Петра I «О приискании в России минеральных вод». Лейб-медик Петра I доктор Роберт Эрскин (Арескин) проявил к «олонецким водам» большой интерес . В 1717 году он отправил для исследования источника своего помощника Лаврентия Блументроста (впоследствии первого президента Петербургской Академии наук), который сделал химический анализ воды и, как писал Виллим Геннин, «зело хвалил» её. Блюментрост отметил в исследованной воде большое количества железа и по этой причине вода была названа «марциальной» (считалось, что бог войны Марс покровительствует железу).
«Следствовать оное водяное действо над людьми» был отправлен хирург Антоний Равинель (Ревенель), который до того служил в военном госпитале столицы. В феврале 1718 было издано сочинение «Подлинные дознания о действе марциальныя кончезерския воды разными человеки, изыскано херургием Ревелином, 1718 г. в месяце генваре», где описывались улучшения в состоянии лечившихся олонецкими водами. В феврале 1718 Пётр собрался было отправиться на лечение. К лету 1718 года прямо на болоте вблизи источника было выстроено деревянное здание (дворец) для приезжавшего на лечение Петра I и императрицы Екатерины Алексеевны. Кроме этого был построен дом для царицы Прасковьи Фёдоровны «с царевнами», дом для лекаря Антония Равинеля и дом лекарского ученика Василия Козьмина, здания кухни и хлебопекарни, погреба, избы для офицеров и солдат охраны, людские избы для обслуживающего курорт нанятого персонала. Указом царя «под страхом смерти» было запрещено копать болотную руду в окрестностях курорта.
Поселение получило своё первое название — Дворцы.
Впервые Пётр I приехал на воды в январе 1719 года. В этот приезд он осмотрел Олонецкие заводы. Результаты работы Геннина произвели хорошее впечатление на царя. Олонецкому коменданту был пожалован «портрет его величества с алмазами, ценою в 600 рублей». Во время второго приезда царя в 1720 году Иван Рябоев отправил царю челобитную, в которой он указывал на то, что именно он, Рябоев, открыл родник. Он был награждён тремя рублями и обельной грамотой, освобождавшей потомственно от всех податей.
Главным поставщиком провизии для курорта, включая вино и пиво, был определён Александро-Свирский монастырь. Оплата поставляемой провизии производилась из средств Главной дворцовой канцелярии и Адмиралтейств-коллегии.
В 1721 году по проекту Петра I на курорте была построена церковь Святого апостола Петра и специальная деревянная гостиница на двадцать «камор» для пациентов курорта.
В августе 1724 года царь приказал пристроить к дворцу конный манеж.
Всего Пётр I приезжал на лечение четырежды (1719 (январь-февраль), 1720 (март), 1722 (февраль-март), 1724 (февраль-март) и провёл на курорте в общей сложности более 90 дней. Зимнее время для лечения императора выбиралось по причине того, что дорога в зимних возках по санному пути занимала значительно меньше времени (3 дня из Санкт-Петербурга).
Курорт посещали: царица Екатерина Алексеевна, царица Прасковья Фёдоровна, царевна Прасковья Иоанновна, князь Александр Меньшиков, генерал-лейтенант Роберт Брюс, князь Юрий Трубецкой, граф Фёдор Апраксин, архиепископ Феодосий Яновский, герцогиня Анна Иоанновна.
После смерти Петра I курорт постепенно пришёл в запустение. Обветшали и разрушились практически все курортные постройки петровского времени.
В 1752—1753 годах проводились исследования лечебных свойств марциальной воды под эгидой Медицинской канцелярии. Главный аптекарь императорского двора Иоганн Георг Модель, проводивший химический анализ привезённой в Санкт-Петербург марциальной воды, дал отрицательное заключение Императорскому кабинету о лечебных свойствах воды как непригодной к вывозу и терявшей свои свойства в течение суток.

### XIX век
В августе 1819 году планировался приезд к источнику императора Александра I, посетившего Петрозаводск. Но поездка была отменена ввиду крайне неудовлетворительного качества дороги и мостов.
В 1828 году, изучавший марциальные воды доктор медицины Александр Нелюбин дал отрицательный отзыв о целебных свойствах воды.
В 1833 году была проведена расчистка источника, над которым был построен шатёр в виде часовни. В 1858 году, к посещению курорта Александром II, полуразрушенный шатёр был снесён и над источником был построен открытый павильон.
В 1840 году была опубликована статья молодого этнографа Василия Дашкова «Марциальные воды Олонецкой губернии Петрозаводского уезда».
В июле 1891 года к источнику совершил поездку олонецкий губернатор Михаил Весёлкин в сопровождении инспектора Олонецкой врачебной управы и двух горных инженеров.
В 1892—1894 годах над вторым источником минеральной воды был построен закрытый павильон.
К началу XX века полузаброшенный курорт представлял собою деревню в три-четыре дома с Петровской церковью, домом смотрителя и двумя павильонами над источниками.

### XX век
В 1926 году Бородинская биологическая станция Ленинградского Общества естествоиспытателей заключает договор с правительством Эдварда Гюллинга о проведении в автономной республике исследований водоёмов. Местом базирования станции становится Кончезеро (старые строения горнозаводского ведомства). В качестве главного объекта исследований учёные выбирают Кончезерскую озерную группу, примыкающую к Петрозаводской губе Онежского озера.
В документах 1926 года упоминается деревня Дворец в Петровской волости Петрозаводского уезда. С 1927 года, после административно-территориальной реформы, когда вместо уездов и волостей было образовано 26 административных районов, деревня в составе Петровского района.
В 1932 году по просьбе Наркомздрава КАССР гидрогеологический сектор Центрального научно-исследовательского геолого-разведочного института командировал для исследования вод профессора Н. Н. Славянова. Однако, видимо, для окончательного решения о начале строительства по согласованию с Гюллингом было предложено пригласить для консультаций немецкого бальнеоклиматолога профессора Берлинского университета Адольфа Бикеля (Adolf Bickel). В 1933 году был поставлен вопрос о создании курорта союзного значения.
Власти вернулись к вопросу строительства курорта только в 1940 году, после Советско-финской войны 1939—1940 годов.
С 1941 по 1944 годы, во время Великой Отечественной войны, территория была оккупирована финскими войсками.
22 марта 1946 года в деревне Дворцы Петровского района Совет Народных Комиссаров Карело-Финской ССР своим постановлением разрешил организовать музей курорта. В 1948 году была сделана попытка устроить завод по розливу марциальной воды.
В июле 1954 года Комитет профсоюза рабочих лесной и бумажной промышленности Карело-Финской ССР возбудил перед ВЦСПС ходатайство о строительстве курорта, а в 1955 году правительство Карелии вошло в Совет Министров СССР с предложением о начале строительства. В 1956 году начались изыскательские работы и работы по проектному заданию.
В 1958 году началась реализация проекта курорта, разработанного Ленинградским территориальным управлением курортов, санаториев и домов отдыха. Были пробурены четыре скважины глубиной 7-14 метров, общий дебит которых составил около 330 000 литров минеральной воды в сутки.
В 1963 году первая очередь курорта Марциальные Воды была завершена.
В феврале 1964 года был открыт всесоюзный бальнеологический санаторий, получивший петровское название — «Марциальные воды». Санаторий был восстановлен на базе источников и целебных грязей озера Габозеро. Показаниями для лечения в санатории были болезни крови (железо-дефицитная анемия), органов пищеварения, костно-мышечной, сердечно-сосудистой, мочеполовой систем, органов дыхания.
В 1965 году бывшая деревня Дворцы была переименована в курортный посёлок Марциальные Воды. Санаторий был подчинён Ленинградскому территориальному совету по управлению курортами профсоюзов.
В 1980 году на базе санатория было создано реабилитационное отделение для больных, перенёсших острый инфаркт миокарда.
В 1990 году открыт Центр реабилитации инвалидов с заболеваниями опорно-двигательного аппарата.
- Открытый
павильон
- Корпус санатория
- Закрытый
павильон
- Памятная марка